# Мотник
Мотник (словен. Motnik) — поселення в общині Камник, Осреднєсловенський регіон, Словенія. Висота над рівнем моря: 428,2 м.